# Iannis Xenakis
Iannis Xenakis (Grieks: Ιάννης Ξενάκης) (Brăila (Roemenië), 29 mei 1922 - Parijs, 4 februari 2001) was een Grieks componist en architect, die het grootste deel van zijn leven in Frankrijk doorbracht.

## Levensloop
Als zoon van Griekse ouders - Clearchos Xenakis en Photini Pavlou behoorden in Roemenië tot de Griekse diaspora - vertrok Iannis Xenakis op 11-jarige leeftijd met zijn familie naar het Griekse eiland Spetsaï, waar hij naar een Engels-Griekse privéschool ging. Al vroeg ontwikkelde hij belangstelling voor Griekse en Byzantijnse kerkmuziek, maar hij studeerde van 1940 tot 1947 voor ingenieur en architect in Athene.
Gedurende de Tweede Wereldoorlog maakte hij deel uit van het verzet tegen de Duitse bezetting. In 1945 werd hij in het gezicht verwond, gearresteerd en ter dood veroordeeld. De ervaringen die Xenakis in de oorlog opdeed, zijn later ook van invloed geweest op zijn muzikale werk.
In 1947 emigreerde hij naar Frankrijk waar hij tot zijn dood woonde. In 1965 kreeg hij - met steun van Georges Pompidou - de Franse nationaliteit.
Na zich voorheen uitsluitend als autodidact ontwikkeld te hebben, ging hij studeren bij mensen als Arthur Honegger aan de École Normale de Musique, Darius Milhaud en Olivier Messiaen. Aan het eind van de jaren 50 steunde ook de dirigent Hermann Scherchen hem; hij dirigeerde verschillende premières van Xenakis' werken.
In Parijs maakte hij kennis met de befaamde architect Le Corbusier. Als medewerker op het ontwerpbureau van Le Corbusier ontwierp hij gebouwen in Nantes en Marseille, het convent van La Tourette, het congrescentrum in Chandigarh en het stadion van Bagdad. Ook was hij betrokken bij het Philips-Paviljoen op de Wereldtentoonstelling van 1958 in Brussel: hij ontwierp "hyperbolische lineaturen", terwijl hij tegelijkertijd zijn eerste compositie Metastasis voor 61 instrumenten schreef. De première van Metastasis bij de Donaueschinger Musiktage in 1955 onder leiding van Hans Rosbaud bracht hem de doorbraak aan de internationale top van de nieuwe muziek.
Aan de Parijse École pratique des hautes études stichtte en leidde hij een interdisciplinaire werkgroep, de Équipe de Mathématique et d’Automatique Musicales (EMAMu). Vanaf 1972 doceerde hij ook aan de Sorbonne. Met Pierre Boulez stichtte hij het IRCAM te Parijs, maar hij trok zich later daaruit terug.
In de volgende jaren ontstonden vele composities, essays en analyses van eigen en andermans werken.

## Stijl

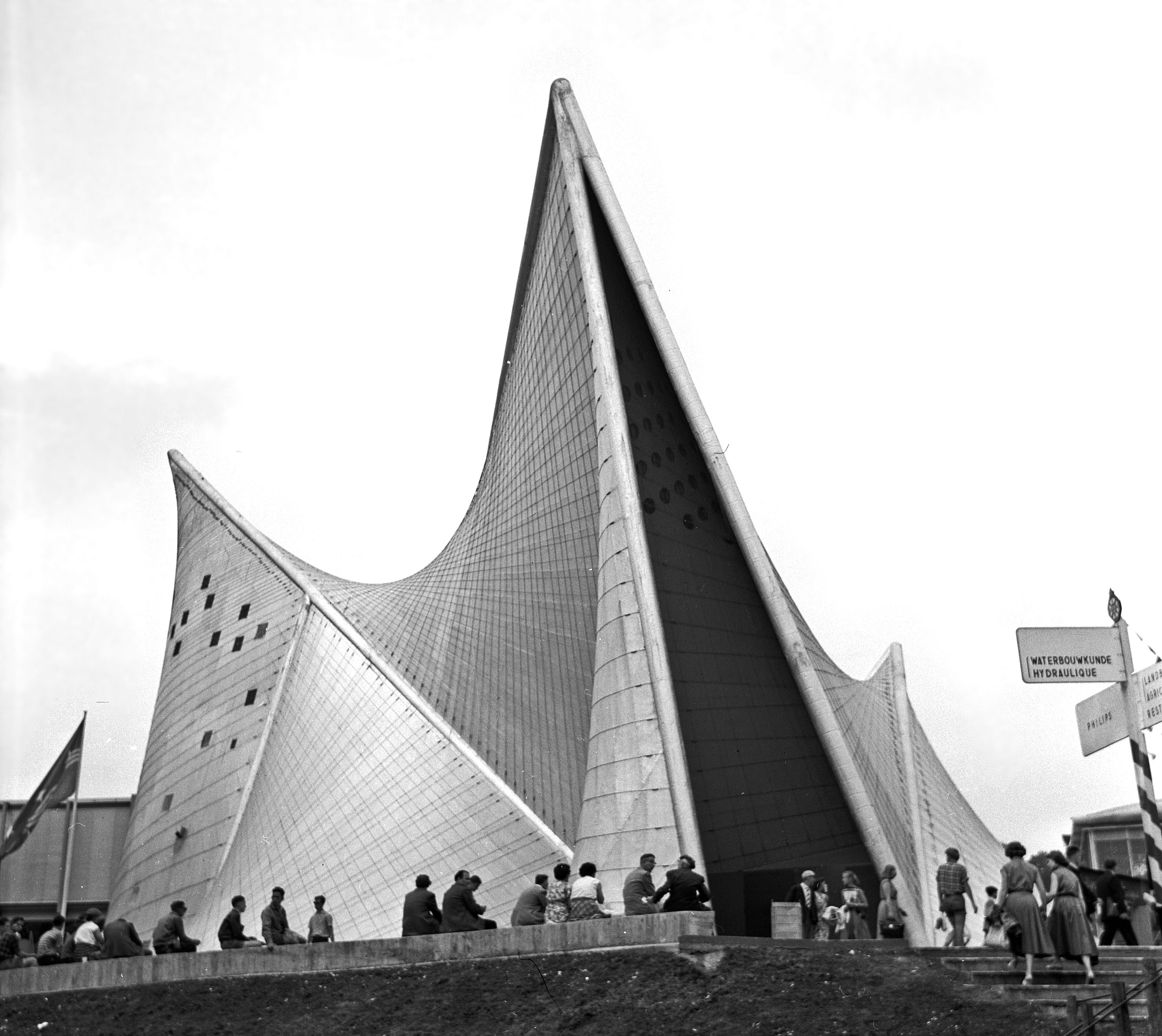
Philips-Paviljoen Expo 58

Zijn opleiding tot ingenieur en architect heeft zijn composities beïnvloed. Xenakis oriënteerde zich niet zozeer op de muziekgeschiedenis, maar haalde zijn voorbeelden uit architectuur en wiskunde. Zijn muziek is helemaal als Ruimtesymfoniek te verstaan, als klankbeweging in de ruimte. Daarin gaat hij zelfs verder dan Edgar Varèse, omdat hij Varèses theorie van de klankprojectie als vierde dimensie met wiskundige praktijken en met middelen van architectonische berekeningen in klank omzet. Interessant is de verbinding van zijn eerste composities, die door hem als klankwolken en melkwegen aangeduid worden, met de architectonische vormgeving van het Philips-Paviljoen op de Brusselse Wereldtentoonstelling in 1958, waar hij niet de vlakteconstructie maar een architectuur van de volumen inzet.
Uit stochastische fenomenen zoals regenval, een mensenmassa of een bijenzwerm leidde hij vanaf 1954 een eigen muziekstijl af, de stochastische muziek. Verder trachtte hij praktijk en kennis van de speltheorie, verzamelingenleer en de maattheorie in zijn composities om te zetten. Het gaat hem daarbij steeds om het creëren van een globale vorm, die vaak op een zeer gedetailleerde, door toevalsprocessen bepaalde manier wordt ingevuld.
Zijn laatste werk voor de Olympische Spelen te Athene met de titel Prometheus kon hij niet voltooien.

## Persoonlijke overtuigingen
Xenakis was een atheïst. Volgens Zbigniew Skowron, "In overeenstemming met zijn atheïstische overtuigingen benadrukt Xenakis de eindigheid van dood als de ultieme gebeurtenis in een mensenleven en dit is waarschijnlijk waarom wilde gillen en gekreun zijn compositie punctueren." Xenakis schreef: "De mens is één, onverdeelbaar en totaal. Hij denkt met zijn buik en voelt met zijn verstand. Ik zou willen voorstellen, wat volgens mijn verstand de term "muziek" samenvat: (...) 7. Het is een mystieke (maar atheïstische) ascese."

## Composities

### Werken voor orkest
- 1952/1953 Anastenaria - Le sacrifice voor orkest (51 instrumenten)
- 1953 Anastenaria - Procession aux eaux claires voor gemengd koor (30), mannenkoor (15) en orkest (62)
- 1953/1954 Metastasis voor orkest (61 instrumenten)
- 1955/1956 Pithoprakta voor strijkorkest (46), twee tuba's en 2 slagwerkers
- 1956/1957 Achorripsis voor orkest (21 instrumenten)
- 1956-1962 ST/48, 1-240162 voor orkest
- 1958-1959 Analogique A et B voor strijkers en geluidsband
- 1959 Syrmos voor strijkers
- 1959 Duel voor twee orkesten
- 1962 Stratégie voor twee orkesten
- 1965-1966 Terretektorh voor orkest (88 instrumenten); de muzikanten zijn onder het publiek over de gehele zaal verdeeld
- 1967-1968 Nomos gamma voor orkest
- 1969 Synaphaï voor piano en orkest
- 1971 Aroura voor strijkers
- 1971 Antichthon voor orkest
- 1972 Eridanos voor orkest
- 1974 Erikhthon voor piano en orkest
- 1974 Noomena voor orkest
- 1975 Empreintes voor orkest
- 1977 Jonchaies voor orkest
- 1982 Pour les Baleines voor strijkorkest
- 1982 Shaar voor strijkorkest
- 1983-1984 Lichens voor orkest
- 1986 Keqrops voor piano en orkest
- 1986 Horos voor orkest
- 1987 Tracées voor orkest
- 1987 Ata voor orkest
- 1990 Tuorakemsu voor orkest
- 1990 Kyania voor orkest
- 1991 Dox-Orkh voor viool en orkest
- 1991 Roáï voor orkest
- 1991 Krinoïdi voor orkest
- 1991 Troorkh voor tuba en orkest
- 1993 Mosaïques voor orkest
- 1993-1994 Dämmerschein voor orkest
- 1995 Koïranoï voor orkest
- 1996 Ioolkos voor orkest
- 1997 Sea-Change voor orkest

### Werken voor blazersensemble
- 1964-1965 Akrata, voor 16 blazers (piccolo, hobo, klarinetten in bes en es, basklarinet, fagot, 2 contrafagotten, 2 hoorns, 3 trompetten, 2 tenortrombones en tuba)[3]

### Werken voor piano
- 1949-1950 Sept pièces sans titre
  1. Menuet
  2. Air populaire
  3. Allegro molto
  4. Mélodie
  5. Andante
- 1950-1951 Six chansons
- 1961 Herma
- 1973 Evryali
- 1981 Mists
- 1987 A R. - hommage à Maurice Ravel voor piano

### Werken voor orgel
- 1974 Gmeeoorh

### Werken voor koor
- 1953 Stamatis Katotakis - chanson de table voor zang en driestemmig mannenkoor
- 1962 Polla ta dhina voor kinderkoor en orkest
- 1967 Medea Senecae voor mannenkoor en kwintet (klarinet, fagot, tuba, cello, percussie)
- 1967-1968 Nuits voor gemengd koor
- 1973 Cendrées voor gemengd koor (4 x 18 stemmen) en orkest
- 1977 A Hélène voor vrouwenkoor
- 1977 A Colone voor mannenkoor en ensemble
- 1979 Anemoessa voor gemengd koor en orkest
- 1981 Serment-Orkos voor gemengd koor
- 1981 Nekuïa, voor gemengd koor en orkest - première: 26 maart 1982, Keulen, Funkhaus Wallrafplatz
- 1981 Pour la Paix voor gemengd koor
- 1983 Chant des soleils voor kinderkoor, gemengd koor, koperensemble en percussie
- 1985 Idmen A voor gemengd koor en vier slagwerkers
- 1990 Knephas voor gemengd koor
- 1992 Pu wijnuej we fyp voor kinderkoor

### Vocale muziek met orkest of instrumenten
- 1952 Zyia (2e versie) voor sopraan, mannenkoor (10 minimum), fluit en piano
- 1953 La Colombe de la paix voor alt en gemengd koor
- 1975 N'Shima voor twee mezzosopranen en 2 hoorns, 2 tuba's, cello
- 1977 Akanthos voor sopraan, fluit, klarinet, piano, 2 violen, altviool, cello, contrabas
- 1980 Aïs voor bariton, percussie en orkest
- 1982 Pour Maurice voor bariton en piano
- 1987 Kassandra voor bariton en percussie
- 1992 La déesse Athéna voor bariton en ensemble
- 1993 Les Bacchantes voor bariton, vrouwenkoor en ensemble

### Kamermuziek
- 1952 Dhipli zyia voor viool en cello
- 1955-1962 ST/4-1,080262
- 1956-1962 Morsima-Amorsima voor piano, viool, cello, contrabas
- 1963-1964 Eonta voor piano en koperkwintet
- 1964 Hiketides koperkwartet en strijkersensemble
- 1966 Nomos alpha voor cello
- 1967 Polytope de Montréal voor vier ensembles
- 1969 Anaktoria voor klarinet, fagot, hoorn, 2 violen, altviool, cello, contrabas
- 1971 Charisma voor klarinet en cello
- 1971 Mikka voor viool
- 1972 Linaïa-Agon voor hoorn, trombone en tuba
- 1976 Mikka "S" voor viool
- 1976 Epeï voor hobo, klarinet, trompet, twee trombones en contrabas
- 1976 Dmaathen voor hobo en percussie
- 1976 Khoaï voor klavecimbel
- 1977 Kottos voor cello
- 1978 Ikhoor voor strijktrio
- 1979 Palimpsest voor ensemble
- 1979 Dikhthas voor viool en piano
- 1981 Embellie voor altviool
- 1981 Komboï voor percussie en klavecimbel
- 1983 Tetras voor strijkkwartet
- 1983 Khal Perr voor koperkwintet en twee slagwerkers
- 1984 Thalleïn voor ensemble
- 1984 Naama voor klavecimbel
- 1986 Akea voor piano en strijkkwartet
- 1987 XAS voor saxofoonkwartet
- 1989 Epicycle voor cello en ensemble
- 1989 Oophaa voor klavecimbel en percussie
- 1990 Tetora voor strijkkwartet
- 1992 Paille in the wind voor cello en piano
- 1993 Plekto voor fluit, klarinet, percussie, piano, viool, cello
- 1994 Mnamas kharin Witoldowi Lutoslawskiemu voor koperkwartet
- 1995 Kuïlenn voor blazersensemble
- 1996 Zythos voor tuba en zes slagwerkers

### Werken voor percussie
- 1969 Persephassa voor zes slagwerkers
- 1975 Psappha
- 1978 Pléïades voor zes slagwerkers
- 1985 Idmen B voor zes slagwerkers
- 1987-1988 Rebonds
- 1989 Okho voor percussietrio

### Elektronische muziek
- 1957 Diamorphoses
- 1958 Concret P-H
- 1960 Orient-Occident
- 1962 Bohor
- 1969-1970 Hibiki Hana Ma
- 1971 Persépolis
- 1972 Polytope de Cluny
- 1977 La légende d'Eer
- 1978 Mycènes alpha
- 1987 Taurhiphanie
- 1989 Voyage absolu des Unari vers Andromède
- 1991 Gendy3

### Werken voor traditionele Japanse instrumenten
- 1985 Nyûyô voor shakuhachi, sangen en 2 koto's

### Opera
- 1965-1966 Oresteïa (Orestie) voor kinderkoor, gemengd koor (36) en ensemble (12)

## Publicaties
- François-Bernard Mâche: Portrait(s) de Iannis Xenakis Seuil. January 2002. 176 p. ISBN 2-7177-2178-9
- Rosemary Tristano Amagali: Texture as an Organizational Factor in Selected Works of Iannis Xenakis. M.M. Thesis, Indiana University. 1975.
- André Baltensperger: Iannis Xenakis und die Stochastische Musik - Komposition im Spannungsfeld von Architektur und Mathematik. Zürich. Paul Haupt. 1995, 709p.
- Jean-Marc Bardot: Cendrées de Xenakis ou l'émergence de la vocalité dans la pensée xenakienne Undergraduate thesis (equivalent), Université Jean Monnet, Saint-Étienne. 1999. 99p.
- Salvatore di Biasi: Musica e matematica negli anni 50-60: Iannis Xenakis. Bologne. Universida degli Studi di Bologna. 1994. 484p.